# Hans Jacob Nørregaard
Hans Jacob Nørregaard (Christiania, 13 de junho de 1832 – 30 de março de 1900) foi um coronel norueguês, assessor de campo do rei Carlos XV e presidente da Sociedade Militar de Christiania.
Ele estudou na Academia Militar da Noruega e no Colégio Militar da Noruega e tornou-se um segundo tenente em 1851, um primeiro tenente em 1854, um capitão de equipe em 1867, um capitão em 1875 e um tenente-coronel e chefe de Trænkorpset em 1888. Ele deteve o título de tribunal kammerjunker na corte real e serviu como assistente de campo do rei Charles desde 1866. Ele era membro da Academia Real Sueca de Ciências da Guerra e publicou vários artigos sobre assuntos militares. Ele também foi membro de vários comitês governamentais.
Ele era filho do capitão da artilharia e vice-mestre de estábulo da Corte Real Paul Ludvig Rudolf Nørregaard (1804–1834) e Sarine Pauline Bølling (1808–1899). Após a morte do pai, 30 anos, sua mãe se casou novamente com o médico e o cirurgião geral Jens Johan Hjort (1798–1873).
Hans Jacob Nørregaard era casado com Elisabeth Sophie Dorothea Henriette Wegner (nascida em 12 de agosto de 1839), filha do industrial Benjamin Wegner. A família de sua sogra possuía o Berenberg Bank. Eles foram os pais do notável correspondente de guerra Benjamin Wegner Nørregaard (1861–1935), o comerciante e cônsul de Tarragona Ludvig Paul Rudolf Nørregaard (1863–1928) e o advogado e presidente da Associação Norueguesa de Advogados Harald Nørregaard (1864–1938), que fundou o escritório de advocacia hoje conhecido como Hjort.

## Honras
- Cavaleiro Primeira Classe da Ordem de São Olavo (1881)
- Ordem de São Vladimir (1865)
- Cavaleiro da Ordem dos Dannebrog
- Cavaleiro da Legião de Honra
- Quarta Classe da Ordem dos Medjidie